# Coșoveni
Coșoveni è un comune della Romania di 3 124 abitanti, ubicato nel distretto di Dolj, nella regione storica dell'Oltenia.